# De nozem en de non (Cdsingel)
De nozem en de non (Nikkelen Nelis NN 500.800-2). CD-singel utgiven år 2002. Innehåller två olika versioner av Cornelis Vreeswijks låt "De nozem en de non". Singel släpptes för att lansera den nederländska hyllningsskivan till Cornelis Vreeswijk "Een Hommage", som även den släpptes år 2002.
1. "De nozem en de non" (Cover version av Eric van Muiswinkel)
2. "De nozem en de non" (Originalversion av Cornelis Vreeswijk)